# Red Warriors
I Red Warriors sono stati un gruppo dedito a forme di antifascismo militante nella Francia degli anni '80 e primi anni '90 specie a Parigi con alcune affinità con l'area redskin.

## Storia
I "Red Warriors" erano una formazione grosso modo skinhead (raramente con teste completamente rasate però) - di diversa ideologia interna ma accomunata dall'antifascismo - che agiva a Parigi negli anni ottanta e nei primi anni novanta. 
"[...] nati nel 1986 tra le mura dello squat parigino Usine, funzionarono come servizio d'ordine, per le organizzazioni antirazziste come per il gruppo musicale dei Berurier noir, dopo che una loro esibizione venne attaccata da una squadra neonazista".
Il simbolo di questa banda era la falce e la mazza da baseball, avendo modificato il logo comunista della falce e martello. Questa banda, composta da una quindicina di persone, è nota per essere una delle prime che ha osato affrontare violentemente i boneheads a Parigi. Questo sparuto gruppo di skinhead rivendica di esser stato il primo a indossare il tipico bomber nero al rovescio quindi dal lato arancione (questo per distinguersi dagli avversari durante gli scontri che lo utilizzavano al dritto).
I Red Warriors, durante il loro periodo di attività, strinsero legami con alcune organizzazioni politiche come SOS Racisme e lo Scalp, per le quali gestivano i servizi d'ordine ai cortei e gli attacchinaggi. 